# Loeser & Wolff

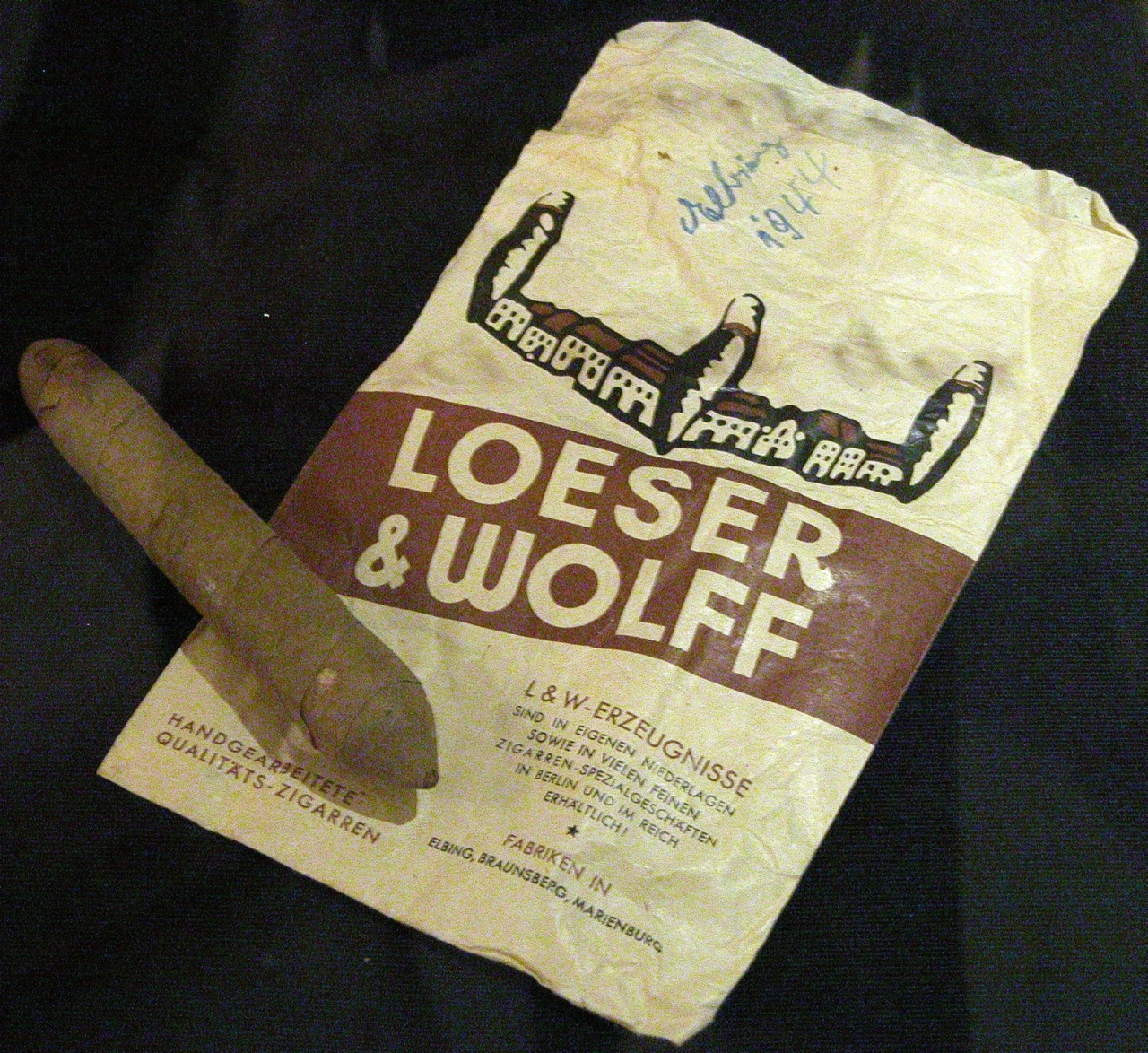
Papiertüte und Zigarre der Marke Loeser & Wolff

Loeser & Wolff war eine deutsche Tabakwarenfabrik und -handlung in Berlin. Hergestellt, importiert und vertrieben wurden insbesondere Zigarren. Sie war zeitweise die größte Zigarrenfabrik Europas und bis zur Arisierung 1937 ein jüdisches Unternehmen.

## Geschichte und Bedeutung

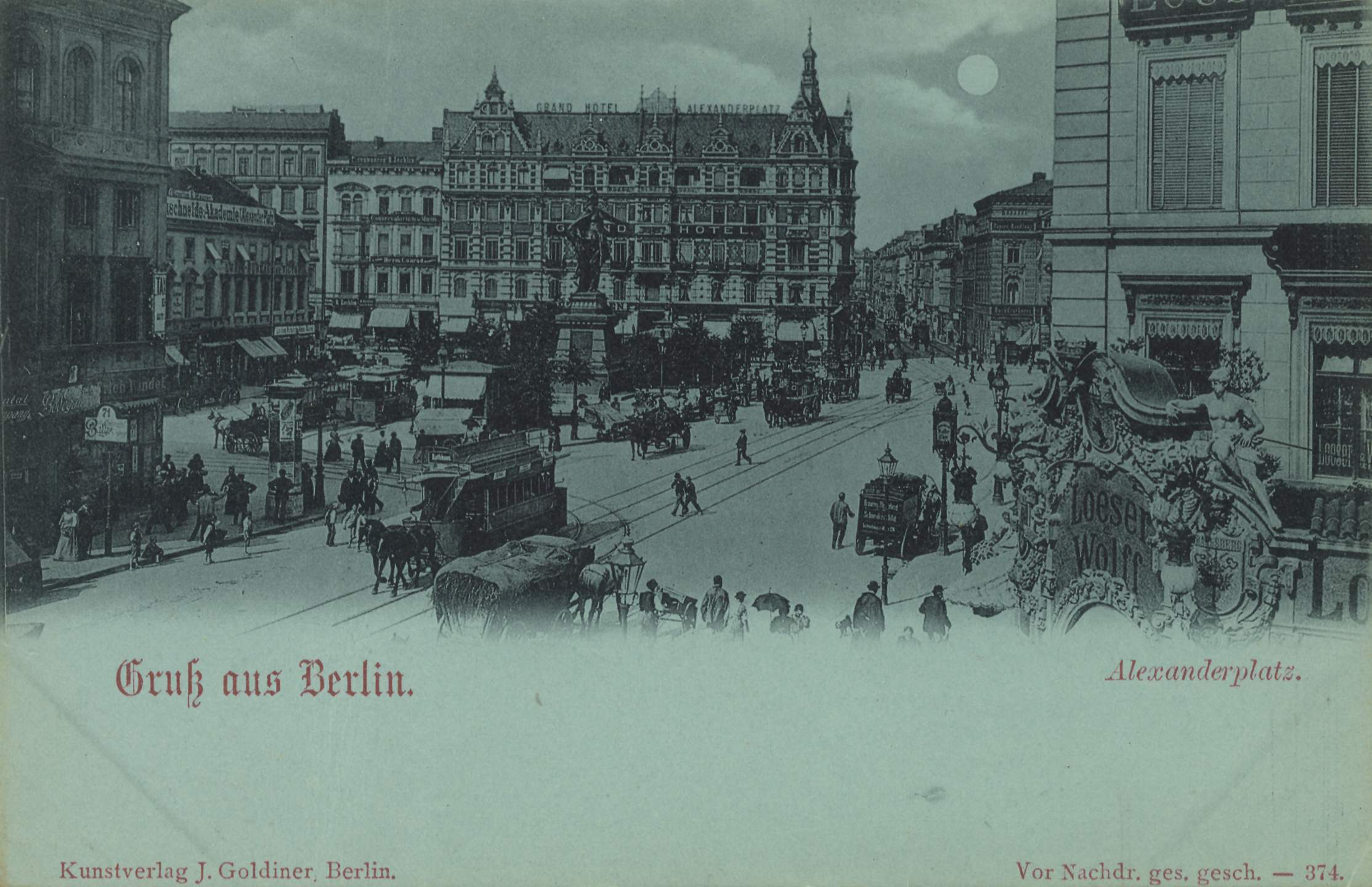
Sitz in der Alexanderstraße (ganz rechts),
Mondscheinkarte von Julius Goldiner

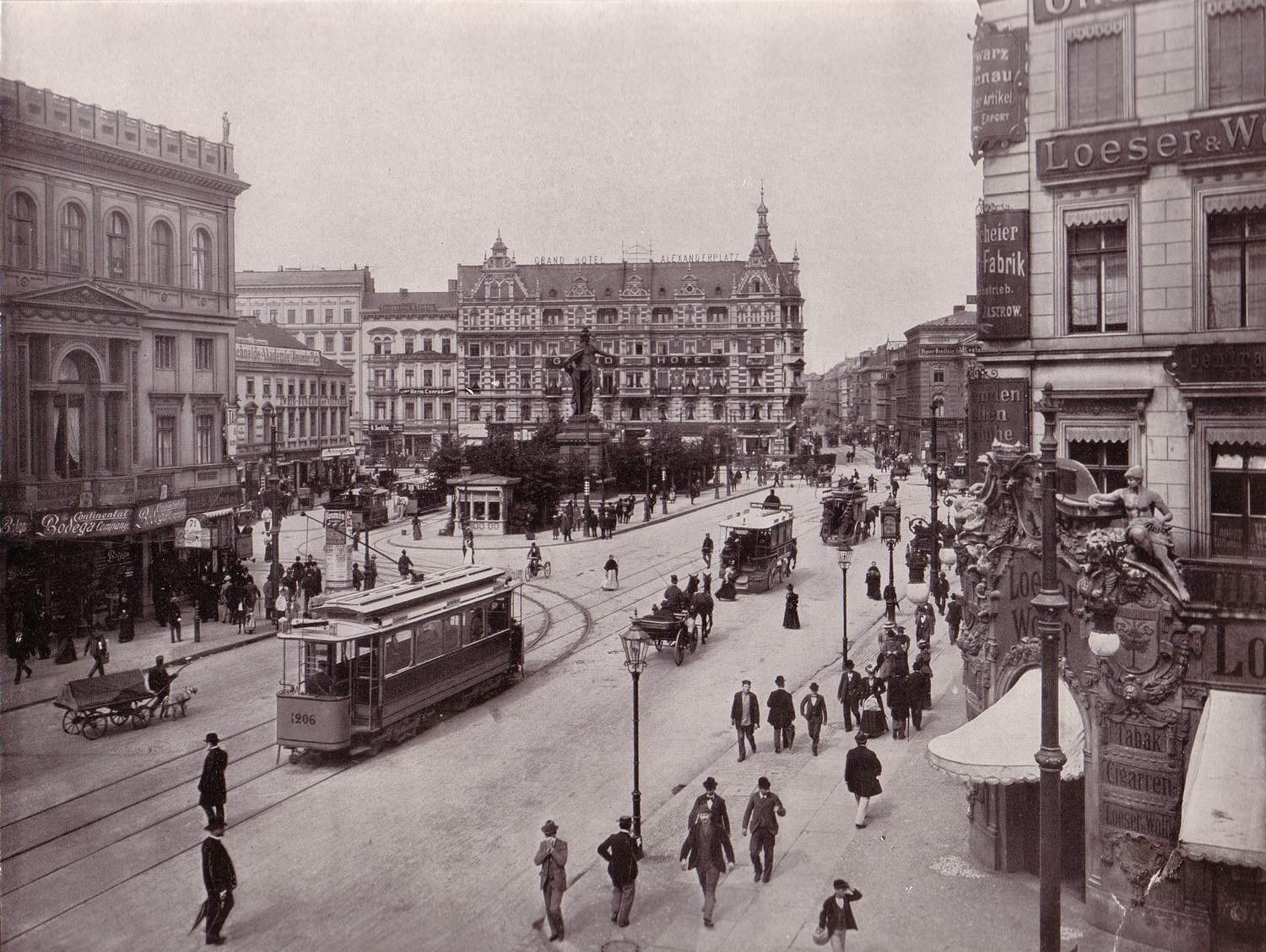
Ähnliche Ansicht 1903, nun mit einer Berliner Straßenbahn anstelle einer Pferdebahn

### Anfänge
Am 1. Juli 1865 gründeten Bernhard Loeser (* 17. April 1835 in Quedlinburg) und Carl Wolff (* 1825) eine Tabakwarenhandlung; sie ist 1866 mit Sitz in der Alexanderstraße 3 nachgewiesen. Der Hauptsitz befand sich seit 1867 in der Alexanderstraße 1. Wolff war für die Berliner Einzelhandelsgeschäfte zuständig, Loeser für den Großhandel darüber hinaus.

### Beginnende Expansion
Um die wachsende Nachfrage befriedigen zu können und näher an der wichtigen Absatzregion im Osten des damaligen Preußen zu sein, erwarb Loeser am 20. Januar 1874 Anteile an der Zigarrenfabrik Jean Kohlweck & Co. in Elbing (Westpreußen, heute Elbląg in Polen), worauf sie in Kohlweck & Loeser umfirmierte. 1878 übernahm er sie ganz und firmierte sie zu Zigarrenfabrik Loeser & Wolff um. Bei seinem Eintritt 1874 wurden aus den importierten Rohtabaken mit rund 40 ausschließlich weiblichen Angestellten 26.700 Zigarren in Handarbeit produziert. Aufgrund rasch wachsender Nachfrage erfolgten bereits im selben Jahr, sowie 1880, 1881 und 1882 Betriebserweiterungen.

### Musterunternehmen
Größtes Unternehmen in Elbing war die Schiffswerft und Maschinenfabrik Schichau-Werke. Die Zigarrenfabrik bot durch die Frauenarbeitsplätze den Familien ein wichtiges Zusatzeinkommen bei weit überdurchschnittlichen Sozialleistungen. So wurde beispielsweise 1884 eine Altersversorgungskasse ohne Beitragszahlungen der Mitarbeiter gegründet. Die gesetzliche Altersversicherung wurde erst 1891 eingeführt, das Unternehmen übernahm auch dort den Gesamtbeitrag. Die Betriebskrankenkasse zahlte bis zu einem Jahr Unterstützung, die Arbeiter konnten unter mehreren Betriebsärzten frei wählen. Außer der Berufsgenossenschaft gab es eine firmeneigene Unfallversicherung, eine Sterbekasse, eine Weiterbildungseinrichtung, eine Werksküche und eine eigene Betriebssparkasse, die Guthaben hoch verzinste. Der preußische Staatsminister Karl Heinrich von Boetticher äußerte 1886, nachdem er das Werk in Elbing 1886 besucht hatte, „eine solche industrielle Musteranlage“ gäbe es wohl kaum sonst wo in Deutschland und Europa.
Schnell überstieg der Anteil des Großhandels und der Exporte nach Europa, Afrika, Asien und Japan die Bedeutung des Einzelhandelsgeschäftes. 1881 präsentierte Loeser die Firma auf der Melbourne International Exhibition in Melbourne/Australien und erhielt dort den 1. Preis, auf Ausstellungen in Königsberg, Bromberg und Berlin wurde die hohe Qualität der Zigarren prämiert.

### Weitere Expansion

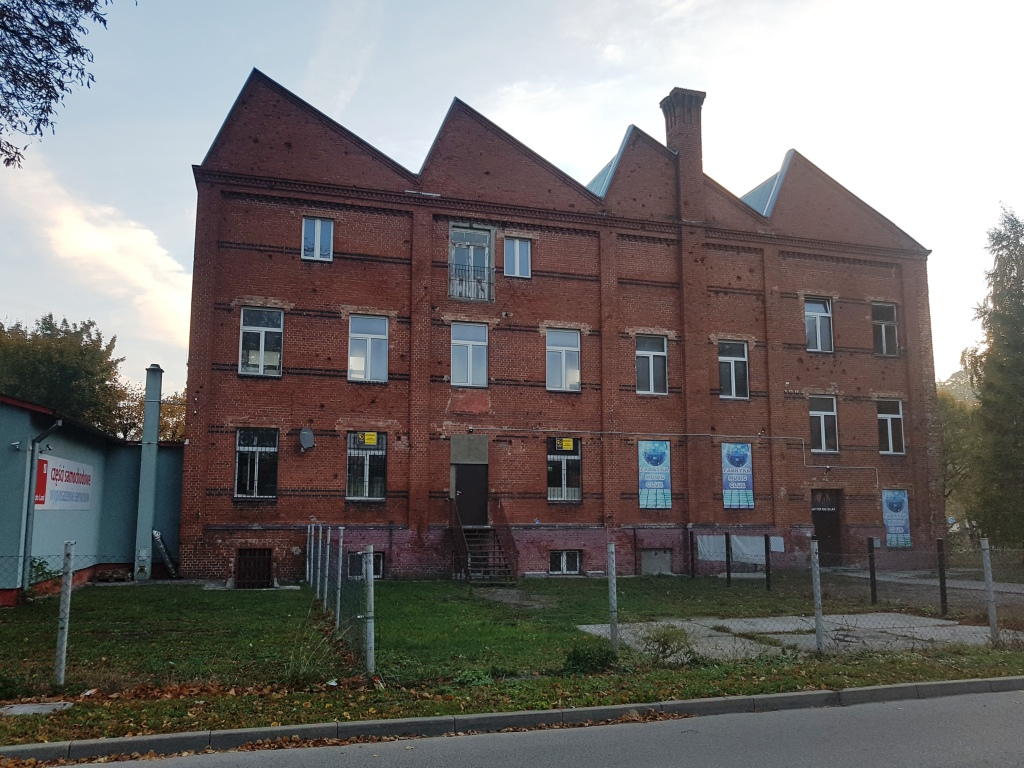
Filiale in Braunsberg (Braniewo) mit dem charakteristischen Scheddach, 2018

1885 ließ Loeser eine zweite Fabrik in der nahen Kreisstadt Braunsberg (Ostpreußen, heute: Braniewo/Polen) errichten, am 1. Dezember 1911 eine weitere Produktionsstätte in Marienburg (Westpreußen, heute: Malbork/Polen) und 1911 ging nochmals eine in Preußisch Stargard (Westpreußen, heute: Starogard Gdański/Polen) in Betrieb. Alle Fabriken wurden von Elbing aus, wo die größte Fabrik stand, durch Direktor Franz Wilhelm Pamperin geleitet. Pamperin war selbst ein Sohn eines kleinen Tabakfabrikanten in Elbing. 1896 kam ein kleiner Produktionsbetrieb in Bremen hinzu. Im selben Jahr war die Firma der Lieferant für Tabakwaren auf der Berliner Gewerbeausstellung. Am Südufer des Neuen Sees hatte Loeser und Wolff einen eigenen Pavillon mit Tabakmuseum und -fachausstellung. Hier gab es Vorführungen über die Zigarrenkistenproduktion und die Zigarrenherstellung. Für die Herstellung einer Zigarette beauftragte Loeser & Wolff die Zigarettenfabrik Manoli in Berlin, die eine Ausstellungszigarette unter dem Emblem der Hammerfaust herstellte, die über Loeser & Wolff auf dem Gelände vertrieben wurde.
1890 ernannte Kaiser Wilhelm II. Loeser anlässlich des 25-jährigen Firmenjubiläums zum Ehrenmitglied des Nationaldanks für Veteranen. Am 29. Januar 1895 bekam Loeser den Ehrentitel Königlich-preußischer Kommerzienrat. Ende des 19. Jahrhunderts wurde Loeser & Wolff mehrfach mit der Königlich Preußischen Staatsmedaille in Gold ausgezeichnet. Zum 25-jährigen Bestehen der Fabrik in Elbling wurde 1899 eine Straße am Firmengrundstück in Loeserstraße umbenannt.
Am 2. Mai 1901 starb Loeser in Berlin. Er ist auf dem Jüdischen Friedhof Berlin-Weißensee beerdigt. Im selben Jahr bestanden bereits 66 Geschäfte in Berlin, in den Fabriken Elbing und Braunsberg waren 2000 überwiegend weibliche Mitarbeiter tätig, rund 100 Millionen Zigarren wurden produziert.
Am 13. November 1902 starb auch Mitbegründer Carl Wolff. Seine Witwe Cäcilie und Loesers Schwiegersohn, der Oberregierungs- und Baurat Alfred Sommerguth, führten die Firma weiter, die in der Folgezeit den Höhepunkt ihrer Blüte erreichte.

### Blütezeit

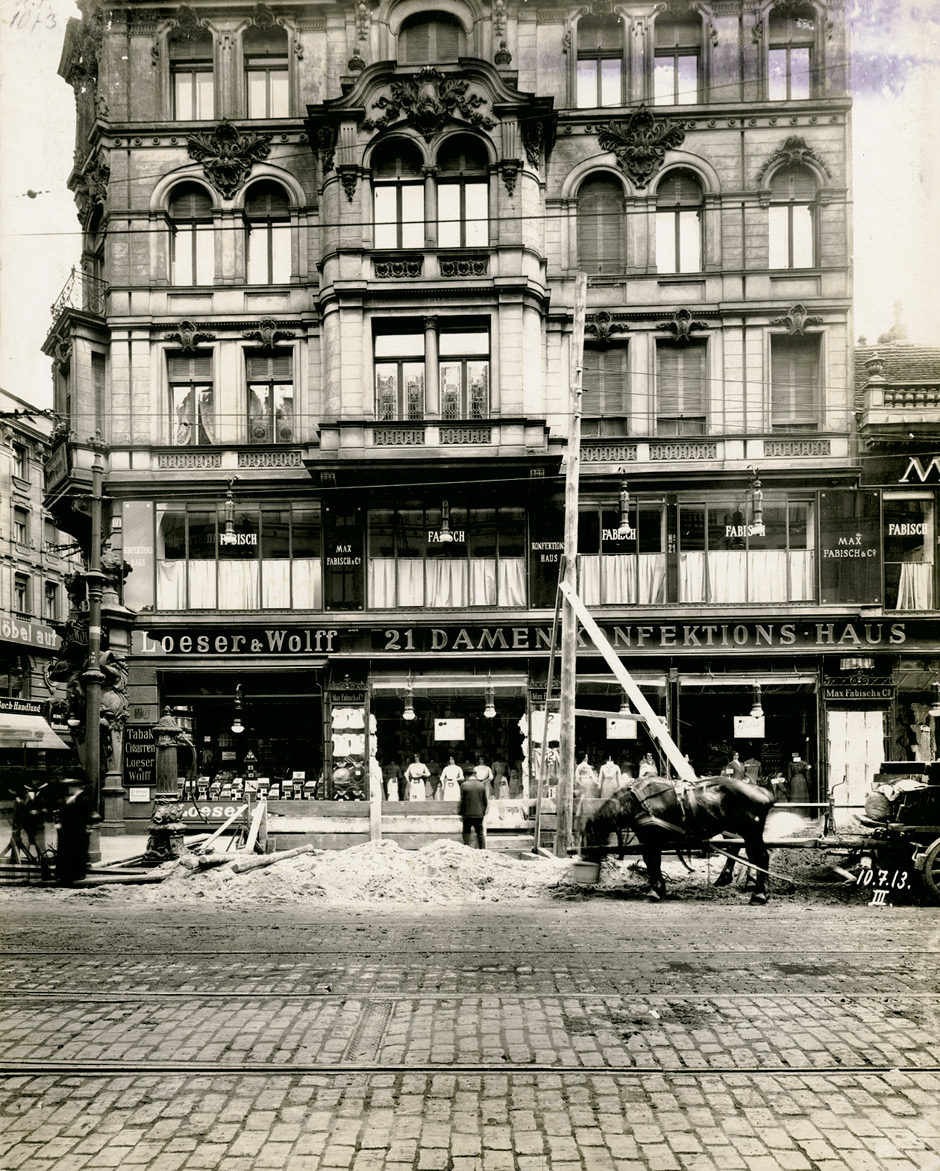
Filiale in der Berliner Chausseestraße 21, 1913

1907 wurden fast 3900 Menschen beschäftigt, davon in Elbing 3280. 1914 gab eine Firmenwerbung 120 Verkaufsgeschäfte an. Im Geschäftsjahr 1915/16, also während des Ersten Weltkriegs, kurz vor der Gründung der Deutschen Tabakhandelsgesellschaft und der kriegsbedingten staatlichen Zwangsbewirtschaftung für Tabak, wurden insgesamt 194,5 Millionen Zigarren hergestellt. Die höchste Wochenproduktion waren vier Millionen Stück. 1916 waren bei Loeser & Wolff fast 5000 Mitarbeiter beschäftigt, davon allein in Elbing 3740.

### Niedergang und Ende
Nach Kriegsende wurde das Zweigwerk in Preußisch Stargard polnisch. 1920 vereinten die beiden Erben die verbliebenen und bisher rechtlich selbstständig agierenden Teilbetriebe in einer GmbH. Im Jahr darauf wurde eine Rauchtabakfabrikation installiert. In der Wirtschaftskrise geriet die Firma in Schwierigkeiten, musste die Produktion 1922/1923 monatelang stoppen, erholte sich nach einiger Zeit aber wieder. Ende der 1920er Jahre übernahm die Tochter Lucia Sommerguth-Loeser die Leitung.
Zwischen 1928 und 1930 ließ sie in Berlin nach Plänen des Architekten Albert Biebendt am Schöneberger Ufer 47 / Ecke Potsdamer Straße 58 im Ortsteil Tiergarten, Bezirk Mitte, auf einem 1445 m² großen Grundstück einen Neubau der Verwaltungszentrale im Stil der frühen Neuen Sachlichkeit errichten, das vom Architekten als eines der ersten Hochhäuser Berlins überhaupt entworfen worden war. Wegen der ausgebrochenen Wirtschaftskrise wurde der Stahlskelettbau, dessen Fassade mit Sandsteinplatten verkleidet und mit enger Fensterabfolge sowie durchgehenden Gesimsen bandartig gegliedert ist, dann jedoch mit sieben stufig versetzten Geschossen und 30 m Höhe niedriger als geplant verwirklicht, sodass das auf der anderen Seite des Landwehrkanals gelegene Shell-Haus Emil Fahrenkamps, dessen Schüler Biebendt gewesen war, ihm den Rang ablief. Insbesondere der Eingangsbereich und die Treppenhäuser sind mit Stilelementen des Art déco ausgestattet. Im Innenhof wurden weiße Klinker verwendet. Der ähnlich dem Bug eines Schiffes über den Landwehrkanal ragende Loeser & Wolff-Bau erhielt damals vom Berliner Volksmund den Spitznamen Loeser-Burg, heute heißt es neutral Haus Loeser & Wolff.

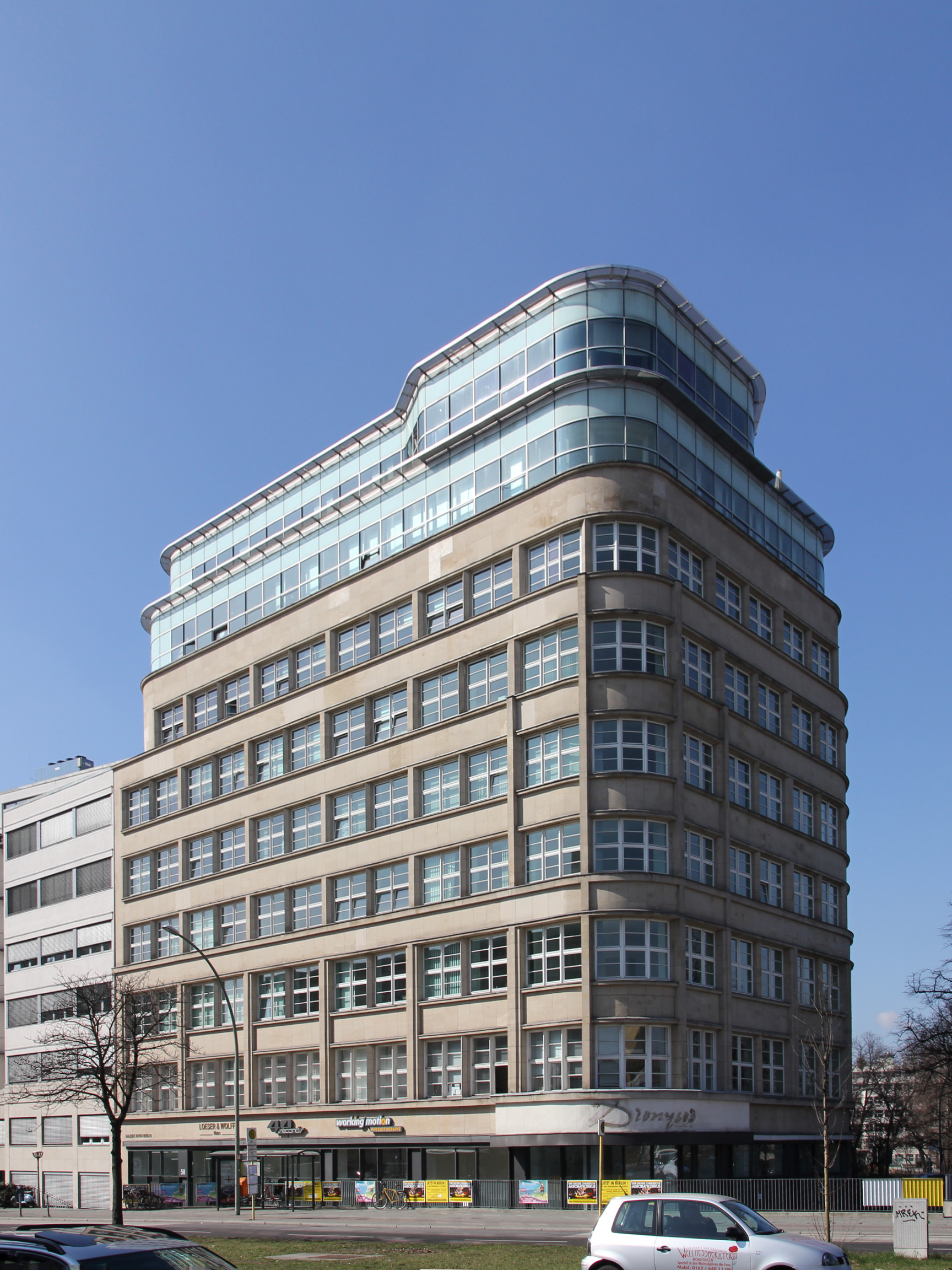
Haus Loeser & Wolff, 2012

Als Lucia Sommerguth-Loeser 1937 starb, übernahm der langjährige Berliner Direktor Walter E. Beyer, im Rahmen der Arisierung, zum 1. April 1937 das Unternehmen.
Aus dem Jahr 1942 ist ein kurzer UFA-Werbefilm der Walter E. Beyer Zigarrenfabriken mit Rudolf Platte und Eduard Wenck erhalten. Nach Ende des Zweiten Weltkriegs konnte sich das Unternehmen jedoch nicht mehr erholen. Bis 1952 lief die Firma unter Beyers Namen, danach gingen 80 % in die Hände der Lucia-Loeser-Stiftung über (Beyer blieb allerdings noch bis zum 31. Dezember 1963 Geschäftsführer). Die Zweigniederlassung Elbing existierte spätestens 1952 nicht mehr, nach 1945 wurde dort die (heute ebenfalls nicht mehr existierende) Textilfabrik Truso eingerichtet. Der Eiserne Vorhang trennte die anderen Werke von der Versorgung der Vertriebszentrale in Berlin ab.
Im obersten Stock (Attikageschoss) des in den 1920er Jahren erbauten und 1955 unter Denkmalschutz gestellten Berliner Loeser & Wolff-Hauses bezogen 1964 die Architekten Hans Scharoun und Edgar Wisniewski ein Büro, nachdem sie 1958 den Wettbewerb „Hauptstadt Berlin“ um den Bau des nicht weit entfernten Kulturforums (mit Philharmonie, Staatsbibliothek und Kammermusiksaal) gewonnen hatten. Das Büro bestand dort 40 Jahre bis zur Sanierung. 1972 eröffnete im Erdgeschoss eines der ersten griechischen Restaurants in Berlin; es besteht heute nicht mehr. Hier hat sich eine Physiotherapie-Praxis niedergelassen.
Am 30. Juni 1983 wurde die Firma Loeser & Wolff aufgelöst.
Um das Jahr 2000 erwarb die Polis AG, eine Immobilienholding der Bank Delbrück, das Loeser & Wolff-Haus. In Zusammenwirken mit dem Projektentwicklungsunternehmen Beos wurde es von 2002 bis 2004 für 22,5 Millionen Euro generalsaniert und umgebaut. Nach Plänen des Architekturbüros Gerkan, Marg und Partner erhielt es zwei zusätzliche verglaste Sattelgeschosse. Die zunächst umstrittene Aufstockung orientiert sich an wiederaufgefundenen ursprünglichen Plänen Scharouns, der einen dreigeschossigen gestaffelten Glasaufsatz vorsah. In den neuen Stockwerken befand sich bis 2017 die 40 Seconds Lounge, ein Partyclub, im 8. Stock heute das Restaurant Golvet. Die anderen Stockwerke werden unter anderem genutzt von der Deutschen Entertainment AG, vom Berliner Landesverband der Betriebskrankenkassen, der Gesellschaft DfV (Dienstleistung für Versicherungsträger), einer Kunstgalerie, Vermögensberatern, Architekten- und Anwaltsbüros.

## Rezeption in der Literatur
Die Zigarrenfabrik hat mehrfach in bedeutenden Werken der Literatur Eingang gefunden.
Alfred Döblin erwähnt sie in seinem Berliner Großstadtroman Berlin Alexanderplatz – Die Geschichte vom Franz Biberkopf:

„Loeser und Wolff mit dem Mosaikschild haben sie abgerissen, 20 Meter weiter steht er schon wieder auf, und drüben vor dem Bahnhof steht er nochmal. Loeser und Wolff, Berlin–Elbing, erstklassige Qualitäten in allen Geschmacksrichtungen, Brasil, Havanna, Mexiko, Kleine Trösterin, Liliput, Zigarre Nr. 8, das Stück 25 Pfennig, Zigarillos Nr. 10, unsortiert, Sumatradecke, eine Spezialleistung in dieser Preislage, in Kisten zu hundert Stück, 10 Pfennig. Ich schlage alles, du schlägst alles, er schlägt alles mit Kisten zu 50 Stück und Kartonverpackung zu 10 Stück, Versand nach allen Ländern der Erde, Boyero 25 Pfennig, diese Neuigkeit brachte uns viele Freunde, ich schlage alles, du schlägst lang hin.“

Der Titel von Walter Kempowskis Roman Tadellöser & Wolff ist vom Firmennamen abgeleitet: Kempowskis Vater, der häufig bei Loeser & Wolff kaufte, verwendete diese Redewendung, wenn er etwas lobend hervorheben wollte.

„‚Tadellöser & Wolff? Was soll das eigentlich bedeuten?‘ Na, gut dem Dinge, weiter nichts. So rede man eben in der Stadt. ‚Gutmannsdörfer‘,  das sei auch so ein Schnack. Wenn man was gut finde, dann sage man einfach ‚Gutmannsdörfer‘. Oder ‚Schlechtmannsdörfer‘, oder ‚Miesnitz & Jenssen‘.“